# جوناثان بالمر
جوناثان بالمر (بالإنجليزية: Jonathan Palmer)‏ مواليد 7 نوفمبر 1956، هو سائق فورملا 1 بريطاني سابق بدأ مسيرته الاحترافية سنة 1983. كان أول سباق له هو جائزة بريطانيا الكبرى 1983. خاض خلال مسيرته 88 سباقاً.

## سباقات شارك فيها
- لو مان 24 ساعة
- بطولة العالم للسيارات الرياضية
- بطولة فورمولا 3 البريطانية

## روابط خارجية
- جوناثان بالمر على موقع Racing-Reference.info (الإنجليزية)
- جوناثان بالمر على موقع DriverDB.com (الإنجليزية)